# Daria Shubina
Daria Shubina (* 22. März 2006) ist eine usbekische Tennisspielerin.

## Karriere
Shubina spielt bislang vor allem auf der ITF Women’s World Tennis Tour, wo sie bisher einen Titel im Doppel gewinnen konnte.
Seit 2024 spielt sie für die usbekische Fed-Cup-Mannschaft, wo sie bislang drei Einzel und zwei Doppel bestritt und bis auf ein Doppel alle Matches gewann.

## Turniersiege

### Doppel
| Nr. | Datum          | Turnier   | Kategorie | Belag | Partnerin              | Finalgegnerin                   | Ergebnis |
| --- | -------------- | --------- | --------- | ----- | ---------------------- | ------------------------------- | -------- |
| 1.  | 26. April 2025 | Schymkent | ITF W15   | Sand  | Walerija Juschtschenko | Ingkar Dyussebay Satima Toregen | 6:1, 6:3 |